# آلفرد بکلی
آلفرد بکلی (انگلیسی: Alfred Beckley؛ زادهٔ ۲۶ مه ۱۸۰۲ – درگذشتهٔ ۲۶ مه ۱۸۸۸)، مؤسس بکلی، ویرجینیای غربی و افسر نظامی ویرجینیا با درجهٔ سرتیپی در طول جنگ داخلی آمریکا بود. او نام شهر بکلی را به افتخار پدر خود، جان جی. بکلی گذاشت که نخستین کتابدار کنگرهٔ ایالات متحده آمریکا محسوب می‌شد.

## اوایل زندگی
آلفرد بکلی در ۲۶ مه ۱۸۰۲ در واشینگتن دی سی چشم به جهان گشود. او تنها فرزند جان جی. بکلی و ماریا (یا مری) پرینس بود. جان بکلی علاوه بر اینکه نخستین کتابدار کنگرهٔ ایالات متحده بود، همچنین شهردار ریچموند، ویرجینیا و کارمند مجلس نمایندگان ایالات متحده آمریکا بود. جان بکلی در سال ۱۸۰۷ چشم از جهان فروبست و خانواده او در ابتدا به پیتسبرگ، پنسیلوانیا و سپس در سال ۱۸۱۴ به فرانکفورت، کنتاکی نقل مکان کردند.

## میراث خانوادگی
در سال‌های ۱۸۳۴ تا ۱۸۳۵ و پس از اختلافات طولانی حقوقی، بکلی زمینی به مساحت ۵۶٬۶۷۹ جریب فرنگی (۲۲٬۹۳۷ هکتار) متعلق به پدرش در ویرجینیای غربی را دریافت کرد. بکلی در ۲۴ اکتبر سال ۱۸۳۶ به جهت مدیریت املاکی که به ارث برده بود، از کار خود در سمت افسر کمیسیون استعفا کرد. در حدود سال ۱۸۳۲، بکلی با آملیا نویل کریگ، دختر نویل بی. کریگ، سردبیر روزنامه پیتسبورگ، ازدواج کرد. آنها صاحب شش پسر و یک دختر شدند: جان (زادهٔ ۲۶ مارس ۱۸۳۳)، نویل کریگ (زادهٔ ۲۷ دسامبر ۱۸۳۴)، هنری مارتین (زادهٔ ۲۳ نوامبر ۱۸۳۶)، ویلیام گرگوری (زادهٔ ۲۹ ژوئیه ۱۸۳۹)، آیزاک کریگ (زادهٔ ۳ مارس ۱۸۴۱)، آلفرد بکلی جونیور (زادهٔ ۵ مارس ۱۸۴۳) و اِما جین (زادهٔ ۱۲ ژانویه ۱۸۴۵). آملیا هفت هفته پس از به دنیا آمدن اِما چشم از جهان فروبست. ِاما در سال ۱۸۴۸ بر اثر ابتلا به مخملک از دنیا رفت. همسر دوم بکلی، جین بی رپ بود که از وی صاحب سه فرزند شد: استوارت هبر (زادهٔ ۲۱ اوت ۱۸۵۱)، دانیل وبستر (زادهٔ ۲۸ اکتبر ۱۸۵۳) و ماریا الیزابت (زادهٔ ۱ ژوئیه ۱۸۵۷).‏ بکلی همچنین واعظ متدیست بود.

## خدمت نظامی
بکلی در آکادمی نظامی ایالات متحده در وست پوینت انتخاب و توسط ویلیام هنری هریسون و رئیس‌جمهور جیمز مونرو برای وست پوینت نامزد شده بود. او در ۲۵ سپتامبر ۱۸۱۹ وارد آکادمی و در ۱ ژوئیه ۱۸۲۳ فارغ‌التحصیل شده و در بین ۳۵ نفر رتبهٔ نهم را کسب کرد. این کلاس با ۸۶ نفر در سال ۱۸۱۹ آغاز شد. او به مدت ۱۳ سال در ارتش بوده و در تمام این مدت به عنوان افسر توپخانه در پنسیلوانیا، فلوریدا، ویرجینیا و نیویورک خدمت کرد. او سپس در فایت کانتی (رالی کانتی فعلی)، ویرجینیای غربی ساکن شد که در آن زمان بخشی از ویرجینیا بود و آنجا را «صحرای تمام عیار» یافت. بکلی به خدمت نظامی بازگشت و میان سال‌های ۱۸۴۹ تا ۱۸۶۱ در ارتش ویرجینیا با درجهٔ سرتیپ خدمت کرد. او اگرچه مخالف جدایی ویرجینیا از اتحادیه بود ولی به سبب وفاداری‌اش به این ایالت خدمت می‌کرد. با این حال در سال ۱۸۶۱، کمیسیون انفصال ویرجینیا نامزدی وی را توسط فرماندار جان لچر رد کرد تا بکلی بتواند رهبری هنگ ۳۵ داوطلبان ویرجینیا را که توسط لچر در ماه مه همان سال تشکیل شد بر عهده بگیرد، ولی تعداد نیروهای داوطلب کافی نبود، بنابراین هنگ ۳۵ هرگز تشکیل نشد.
بکلی در طول جنگ داخلی آمریکا که در ارتش ویرجینیا حضور داشت، تحت فرماندهی ارتشبد ژنرال هنری ای وایز به عنوان بخشی از ارتش مؤتلفه خدمت می‌کرد. بکلی در تابستان ۱۸۶۱، مسئول تیپ دوازده ارتش ویرجینیا بود که در کاتن هیل، ویرجینیای غربی، در دره کاناوه علیه نیروهای اتحاد صف آرایی کرده بودند. این منطقه به‌طور گسترده طرفدار نیروهای اتحاد بودند و ارتش وی انگیزهٔ چندانی برای انجام وظایف خود نداشتند، بنابراین وایز واحد تحت مدیریت بکلی را در اوت ۱۸۶۱ ملغی کرد. در نتیجه این واحد فقط تا اکتبر ۱۸۶۱ خدمت کرده و کمک چندانی نیز به هدف نیروهای مؤتلفه نکردند. بکلی حتی به صورت رسمی به رابرت ای لی در مورد مشکلات یافتن نیروهای تازه‌نفس با صلاحیت، شکایت کرد. در نهایت او در ۸ فوریه سال ۱۸۶۲ از مسئولیت خود کناره‌گیری کرد. او با بازگشت به شهر بکلی که توسط نیروهای اتحاد اشغال شده بود، در۱۶ و ۱۷ مارس ۱۸۶۲ توسط مسئول افسران اتحاد، را در فورد بی هیز محاصره شد. سپس در ۳ آوریل ۱۸۶۲ توسط ارتش اتحاد دستگیر و در ابتدا به زندان آتنیوم که اردوگاهی در نزدیکی ویلینگ، ویرجینیای غربی بود، منتقل شد. سپس او را تحت عنوان اسیر جنگی به کمپ چیس در نزدیکی کلمبوس، اوهایو منتقل کردند. او ادعا کرد که یک طرفدار اتحادیهٔ واقعی است که به‌طور ساده‌لوحانه‌ای فقط به ویرجینیا وفادار بوده و تمام ارتباط خود را با نیروهای مؤتلفه قطع کرده‌است. بکلی در ۱۸ ژوئن ۱۸۶۲ از زندان آزاد شد و در ۲۶ ژوئن به رالی کانتی بازگشت. در حالی که او دیگر در جنگ شرکت نکرد، حداقل پنج یا شش پسرش، به غیر از جان، در ارتش ائتلاف خدمت کردند.

## خدمات مدنی
بکلی در تأسیس شهر بکلی در زمین اصلی خود به مساحت ۳۰ جریب فرنگی (۱۲ هکتار) که در ۸ آوریل ۱۸۳۸ توسط مجمع عمومی ویرجینیا تصویب شد، نقشی کلیدی ایفا کرد. ۱۲ سال نخست یا بیش از آن، شهر جدید رشد بسیار کندی داشت. بکلی در چندین نقش خدمات عمومی خدمت کرد که اغلب با یکدیگر همپوشانی داشتند: کمیسر مدرسه (۱۸۳۷ – ۱۸۵۰)، معاون منشی دادگاه‌های عالی و شهرستانی (۱۸۳۸ – ۱۸۵۰)، نخستین رئیس پُست شهر بکلی (۱۸۳۹)، کمیسر زمین‌های توقیف شده و دارای تخلف (۱۸۳۹ – ۱۸۵۰)، کمیسر ارشد در وزارت دارایی برای فایت کانتی، ویرجینیای غربی (در آن زمان بخشی از ویرجینیا بود) (۱۸۴۰ – ۱۸۵۰)، نمایندهٔ مجمع ملی حزب ویگ در سال ۱۸۴۴ که بکلی در آنجا به هنری کلی برای ریاست جمهوری رأی داد. کارمند دادگاه منطقه‌ای قانون و وزارت دارایی (۱۸۵۰ – ۱۸۵۲)، سرپرست مدارس مشترک برای رالی کانتی (۱۸۵۰ – ۱۸۷۳)، رئیس و سرپرست ساخت و ساز در گیلز، فایت و کاناوها تورنپیک (۱۸۴۰ – ۱۸۴۹)، مدیر دولتی (۱۸۵۱ – ۱۸۶۰) رئیس لوگان، رالی و مونرو تورنپایک، خزانه‌دار مدارس رالی کانتی، نمایندهٔ منطقهٔ بزرگ ویرجینیای غربی در سال ۱۸۷۶ در مجمع ملی دموکراتیک در سنت لوئیس، میسوری و نمایندهٔ برگزیدهٔ سال ۱۸۷۷ رالی کانتی در مجلس نمایندگان ویرجینیای غربی. وی همچنین یکی از رهبران ایالتی نهضت مخالفت با مصرف الکل بود و به عنوان پدرسالار شایستهٔ گروه پسران مخالف با مصرف الکل انتخاب شد که از نظر خود او بزرگترین افتخاری بود که تا به آن روز دریافت کرده بود. بکلی همچنین در رشتهٔ پزشکی تحصیل کرده و سپس به صورت رایگان طبابت می-کرد.

## میراث
بکلی هر چه به پایان زندگی خود نزدیک می‌شد، احساس می‌کرد که روز تولد خود از دنیا می‌رود و درست هم بود، زیرا که او در ۲۶ مه سال ۱۸۸۸ دقیقاً روز تولد ۸۶ سالگی‌اش چشم از جهان فروبست. در سال ۱۹۳۸، مجسمه‌ای از آلفرد بکلی در شهر بکلی نصب شد. یک اداره پُست محلی ایالات متحده آمریکا به افتخار وی نام‌گذاری شد. او در آرامگاه خانهٔ خود در بکلی به نام وایلدوود به خاک سپرده شد. خانهٔ وی به نام وایلدوود در سال ۱۸۳۵–۱۸۳۶ ساخته شد و در سال ۱۸۷۴ گسترش یافت و در سال ۱۹۷۰ در فهرست ثبت ملی اماکن تاریخی قرار گرفت. فرزند او، جان، به عنوان نخستین شهردار بکلی در ژوئیهٔ ۱۸۷۲ انتخاب شد. در سال ۱۸۷۷، آلفرد بکلی قدیمی‌ترین فارغ‌التحصیل در قید حیات وست پوینت بود. در سال ۲۰۰۹، شهر بکلی شروع به برگزاری جشن سالانه روز بنیان‌گذار به افتخار او کرد.

## کتابشناسی
- Allardice, Bruce S. (1995). More Generals in Gray. Baton Rouge, LA: Louisiana State University Press. ISBN 0-8071-1967-9. Retrieved June 2, 2013.
- Bishop (2009). Roane County, West Virginia Families, Part 1927. Baltimore, MD: Genealogical Publishing Company. ISBN 978-0-8063-4586-4. Retrieved June 2, 2013.
- Klaus, Fran (2012). Beckley. Charleston, SC: Arcadia Publishing. ISBN 978-0-7385-9205-3. Retrieved June 2, 2013.
- Miller, James Henry; Clark, Maude Vest (1908). History of Summers County From the Earliest Settlement to the Present Time. Charlottesville, VA: Digitized by University of Virginia. p. 685. Retrieved June 2, 2013.